# Rockstar Games Social Club
（RGSC）是Rockstar Games推出的包含数字版权管理、多人電子遊戲和社交網絡功能於一身的服務平台，最初於2008年3月27日公佈，並在4月14日開始預先註冊。不過，註冊要到4月17日才開始進行。「Social Club」這個名字來源於黑社會，他們經常會使用這個詞來指代他們的會面地點或藏身之處。在2012年Rcokstar Games發布江湖本色3之前，平台進行了一次重大升級。這次升級除了增加了社交網絡服務外，還增加了「幫會」（Crews）系統。註冊玩家可以建立或加入一個幫會，組成隊伍與其他隊伍進行較量，同時獲取聲望值或經驗值的獎勵。

## 特色內容
Rockstar Games Social Club會記錄會員的遊戲數據，對數據進行追蹤。它提供了遊戲導覽功能，不但能記錄玩家遊戲進度，也會給予玩家遊戲提示。Social Club包含有社交網絡的服務，通過遊戲中社群和幫會系統，前者能夠使會員之間進行互相交流，後者可讓會員組成隊伍在遊戲中進行較量。註冊成為Social Club會員後，玩家會獲得專屬的遊戲內容，並能參加「Social Club挑戰」以及官方定期舉辦的遊戲和抽獎贈送活動。

## 支援遊戲
截至2021年，以下遊戲中包含有Rockstar Games Social Club平台。目前，幫會系統只支持江湖本色3、俠盜獵車手V及其之後發布的遊戲。
| 遊戲                     | 註釋            |
| ------------------------ | --------------- |
| 俠盜獵車手IV             |                 |
| 湾岸午夜俱乐部：洛杉矶   |                 |
| 俠盜獵車手IV：失落與詛咒 |                 |
| 俠盜獵車手：血戰唐人街   | iOS平台上不可用 |
| 韵律大师                 |                 |
| 俠盜獵車手：夜生活之曲   |                 |
| 荒野大镖客：救赎         |                 |
| 荒野大镖客：救赎2        |                 |
| 黑色洛城                 |                 |
| 江湖本色行動平台版       |                 |
| 江湖本色3                |                 |
| 俠盜獵車手V              |                 |
| 特工                     |                 |
| 俠盜獵車手：聖安地列斯   | 手機平台        |

## 外部連結
- Rockstar Games Social Club官方网站